# آنت نگو ندوم
آنت نگو ندوم (انگلیسی: Annette Ngo Ndom؛ زادهٔ ۲ ژوئن ۱۹۸۵) بازیکن فوتبال اهل کامرون است.

وی همچنین در تیم ملی فوتبال زنان کامرون بازی کرده‌است.